# TCH
TCH (Grupa TCH) – jedna z największych grup przedsiębiorstw informatycznych działających w Polsce w latach 90. XX wieku.
TCH od początku swojego działania oparła swą komunikację na poczcie elektronicznej (co wtedy było jeszcze rzadkością), a jej serwis WWW uruchomiono w 1994 roku.

## Historia
Tomasz Chlebowski zarejestrował działalność gospodarczą we wrześniu 1990 roku. Wkrótce jego przedsiębiorstwo stało się jednym z największych dystrybutorów pamięci komputerowych i koprocesorów w Europie Środkowo-Wschodniej, jednocześnie stając się znaczącym integratorem systemów informatycznych, wdrażających systemy ERP w Polsce. Wcześniej, w latach 1989–1991, Tomasz Chlebowski kierował pierwszą informatyzacją Gazety Wyborczej. W TCH pracowali wtedy m.in. Barbara Felicka, Maciej Kozłowski, Mirosław Panek (dyrektor finansowy) i Elżbieta Regulska-Chlebowska.
W latach 1994–1995 ukształtowała się Grupa TCH, składająca się m.in. z:

### TCH Components
Powstała na początku 1995 roku spółka z o.o., przekształcona w spółkę akcyjną w 1999 roku: największy w latach 90. dystrybutor komponentów komputerowych w Polsce: pierwszy hurtowy dystrybutor systemów operacyjnych Microsoft w Polsce (pierwszy Delivery Service Partner, od 1993 roku), pierwszy polski dystrybutor produktów Intela (od 1993 roku), pierwszy i jedyny w latach 90. dystrybutor produktów Kingston Technology (od 1994 roku), pierwszy dystrybutor produktów ASUS, pierwszy polski bezpośredni dystrybutor pamięci LG i Samsunga i wielu innych największych światowych producentów komponentów komputerowych.
Spółka w 1999 roku osiągnęła przychody ponad 267 mln zł, zatrudniając ponad 100 osób.
Prezesem zarządu spółki był Tomasz Chlebowski, a w zarządzie zasiadała m.in. Elżbieta Regulska-Chlebowska. W 1999 roku w radzie nadzorczej spółki zasiadali m.in.: Dariusz Kupiecki, Piotr Łukasiewicz i Piotr Niemczycki. W tym czasie akcjonariuszami spółki byli również Anna Golenia i Grzegorz Madejski.
W związku z załamaniem rynku IT spółka złożyła w grudniu 2000 roku wniosek o upadłość.

### TCH Systems
1 stycznia 1996 roku została wydzielona spółka TCH Systems (od 1999 roku spółka akcyjna), która koncentrowała się na usługach informatycznych, w tym wdrożeniach systemów ERP (m.in. systemu Promix spółki Ross Systems w Agorze, systemu Baan w wielu przedsiębiorstwach). TCH Systems produkowała również wysokiej jakości komputery, dostarczane przeważnie do instytucji naukowych, początkowo na bazie komponentów sprowadzanych pod kontrolą CoCom. Komputery te były wielokrotnie nagradzane na konkursach i wystawach.
W TCH Systems pracowali m.in. Małgorzata Kalinowska-Iszkowska i Marian Radzaj.
W latach 1998–2001 TCH Systems posiadała pakiet kontrolny spółki TCH Consulting Sp. z o.o. kierowanej przez prof. dr. hab. Mariusza Flasińskiego. W tej grupie była również spółka Eon Sp. z o.o. realizująca projekty internetowe. W 1999 roku grupa TCH Systems zatrudniała ponad 100 osób, osiągając przychody ponad 30 mln zł.
W 2001 roku TCH Systems SA została sprzedana spółce Optimus SA (za pośrednictwem banku BRE) i – po połączeniu z działami integracyjnymi tej spółki – zmieniła nazwę na „Optimus Enterprise”.

### Inne spółki grupy
- agencja komunikacji marketingowej 4C Sp. z o.o. kierowana przez Annę Radecką, należąca w latach 1999–2001 do międzynarodowej sieci niezależnych agencji marketingowych ICOM[10]
- INMO Sp. z o.o. zajmująca się m.in. rozwojem oferty telematycznej, kierowana przez Marcina Ciszewskiego.